# Zachariasz Dzwonowski

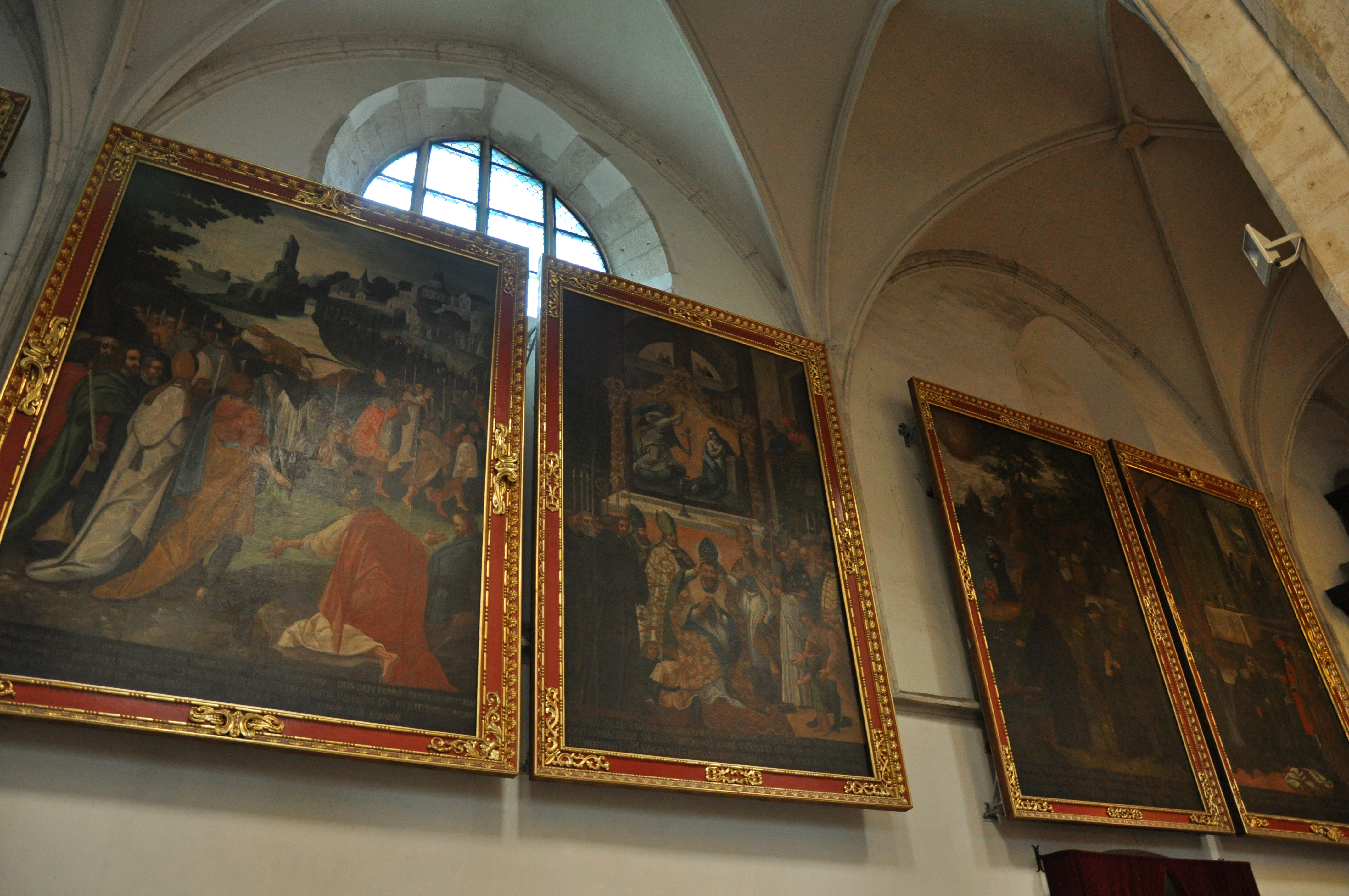
Obrazy przedstawiające życie Św. Augustyna

Zachariasz Dzwonowski (XVII wiek) – malarz, uczeń Astolfa Vagioli, pomocnika Tomasza Dolabelli, przedstawiciel tzw. szkoły Dolabelli. W roku 1636 ukończył w Krakowie 8 wielkich obrazów olejnych, ze scenami z życia św. Augustyna cechujących się bardzo jasnym kolorytem dla kościoła i klasztoru augustianów w Krakowie.